# Atentado na estação ferroviária de Tarnów
O atentado na estação ferroviária de Tarnów foi um atentado terrorista executado em Tarnów, na atual Voivodia da Pequena Polónia, na noite de 28 de agosto de 1939 por um agente alemão. No atentado morreram 20 pessoas e 35 ficaram feridas. O atentado recorreu a bombas-relógio.
O atentado ocorreu apenas três dias antes da invasão da Polónia pela Alemanha Nazi.